# Josef Roggenkamp
Josef Roggenkamp (* 21. Mai 1897; † 9. Dezember 1973 in Bonn) war ein deutscher Kommunalpolitiker und ehrenamtlicher Landrat (Zentrum und CDU).

## Leben und Beruf
Nach dem Schulbesuch und der Ausbildung zum Lehrer war er von 1923 bis 1933 an Schulen in Brilon tätig. 1933 wurde er aus dem Schuldienst entlassen. Nach Kriegsdienst und Gefangenschaft war er wieder im Schuldienst, zuletzt als Rektor, tätig. Er war verheiratet und hatte ein Kind.
Vom 13. Oktober 1946 bis zum 8. November 1952 gehörte er dem Kreistag des damaligen Landkreises Brilon an. Vom 24. Oktober 1946 bis zum 5. November 1948 war Roggenkamp Landrat des Landkreises. Er war in zahlreichen Gremien der Zentrumspartei vertreten.

## Sonstiges
Anlässlich seines 70. Geburtstages erhielt Roggenkamp wegen seines Einsatzes zur Überwindung der Nachkriegsprobleme den Ehrenring des Landkreises Brilon. Er war der erste gewählte Landrat des Landkreises.